# Священнича традиція (Біблія)
Священнича традиція (скорочено P, від нім. Priester — священник; жрець, жрецький кодекс) — згідно з теорією джерел біблеїстики, одна з чотирьох важливих традицій, які були використані при створенні книг П'ятикнижжя Старого Завіту. Це наймолодше, серед інших чотирьох, джерело, датоване приблизно 550 р. до н. е. Його авторами вважаються священники з Єрусалима.

## Історія дослідження
З початком Просвітництва в Європі почалося історично-критичне вивчення Біблії. З вісімнадцятого століття, Біблія не тільки отримала свою функцію як проявлене Слово Боже, але також сприймається і вивчається у формі як історично сформована книга.
Що стосується П'ятикнижжя, початкові дослідження біблеїстів виявили деякі напруження і неузгодження в тексті. Це призвело до того, що у XVIII столітті священник із Гільдесгайма — Геннінґ Віттер і кілька десятиліть потому французький лікар Жан Астрюк, розвинули теорію про створення і розвиток П'ятикнижжя. Ця теорія порушила переконання того, що Мойсей був автором П'ятикнижжя. Віттер і Астрюк прийшли до висновку, що п'ять книг Мойсея виникли через тривалий процес наростання колишніх незалежних джерел одне на одного. Хоча ці вихідні документи не збереглися, їх можна реконструювати з сьогоднішнього кінцевого тексту, використовуючи методи літературної історичної критики.
Астрюк розпізнав, що у межах тексту П'ятикнижжя існує чотири незалежних джерела, які він позначив літерами A-D. Ця теза отримала подальший розвиток, в наступних десятиліттях в Німеччині.
Розробка текстів декількома вченими призвела до сформульованої Юліусом Велльгаузеном та його сучасниками документарної гіпотези, яка виділяє історично і змістовно саме чотири джерела Астрюка і які назвали так:
- Ягвіст (J, нім. Jehovist), 950 до н. е.
- Елогіст (E, нім. Elohist), бл. 800 до н. е.
- Священнича традиція (P, нім. Piesterkodex), бл. 550 р. до н. е.
- Повторення Закону або Девтерономіст (D, лат. Deuteronomium), бл. VII ст. до н. е.

## Текст
До тексту, що належить до традиції P, відносять:
| Текст                                                       | Тема                                                        | Цитата              |
| Праісторія                                                  |                                                             |                     |
| ----------------------------------------------------------- | ----------------------------------------------------------- | ------------------- |
| Праісторія                                                  | Створення світу                                             | Буття 1,1-2,4а      |
| Праісторія                                                  | Генеалогія від Адама до Ноя                                 | Бт 5,1-32*          |
| Праісторія                                                  | Потоп та союз з Ноєм                                        | Бт 6,9-9,17*        |
| Праісторія                                                  | Таблиця народів                                             | Бт 10,1-7*.20.22.31 |
| Праісторія                                                  | Генеалогія                                                  | Бт 11,10-27.31*     |
| Історія праотців                                            |                                                             |                     |
| Історія Авраама                                             | Бт 12,4b.5; 13,6.11b.12abα                                  |                     |
| Союз з Авраамом                                             | Бт 17*                                                      |                     |
| Похорон Сари                                                | Бт 23*                                                      |                     |
| Одруження Ісава та Якова                                    | Бт 26,34; 27,46-28,9; 29,24.28b.29                          |                     |
| Об'явлення Ел-Шаддая (Всемогутнього) перед Яковом у Бет-Елі | Бт 35,9-13a.15                                              |                     |
| Йосип і Яків у Єгипті                                       | Бт 41,46a; 46,6.                                            |                     |
| Вихід, Пустиня, Синай                                       |                                                             |                     |
| Пригнічення Ізраїля у Єгипті                                | Вих 1,1-7*.13.; 2,23-25                                     |                     |
| Покликання Мойсея                                           | Вих 6,2-12                                                  |                     |
| П'ять кар                                                   | Вих 7,8-12.19-22*; 8,1-3.11*.12-15; 9,8-12; 12,1-20*.28.40. |                     |
| Чудо на морі                                                | Вих 14*                                                     |                     |
| Манна + Субота                                              | Ex 16*                                                      |                     |
| Встановлення святині                                        | Вих 24,15-29,46*; 39,32.43; 40,17.33-35*                    |                     |
| Початок культу                                              | Лев 8*                                                      |                     |
| Пустиня та обіцяна земля                                    |                                                             |                     |
| Розвідники                                                  | Чис 13*                                                     |                     |
| Зневіра Мойсея і Аарона                                     | Чис 20,1-13*                                                |                     |
| Смерть Аарона                                               | Чис 20,22-29*                                               |                     |
| Звістка про смерть Мойсея                                   | Втор 32,48-52*                                              |                     |
| Смерть Мойсея                                               | Втор 34,1*.7-9*                                             |                     |
| * У цих віршах не всі місця відповідають традиції «P».      |                                                             |                     |